# OpenUP

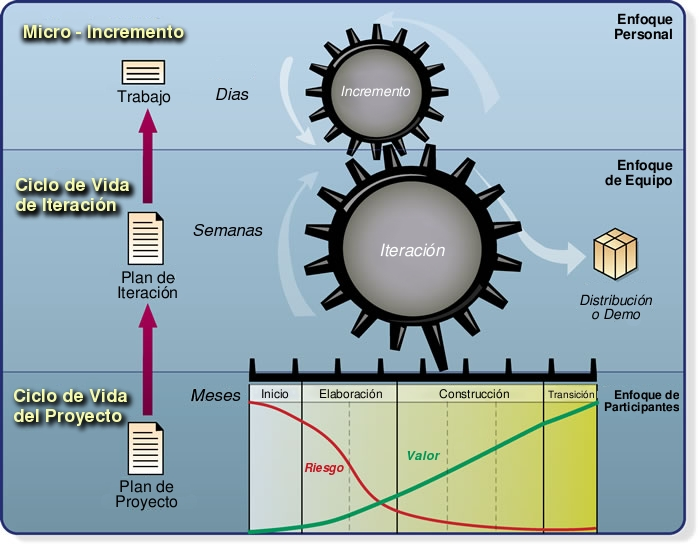
Las tres capas del OpenUP.

OpenUP es un método y un proceso de desarrollo de software propuesto por un conjunto de empresas de tecnología, quienes lo donaron en el año 2007 a la Fundación Eclipse. La fundación lo ha publicado bajo una licencia libre y lo mantiene como método de ejemplo dentro del proyecto Eclipse Process Framework. 

## Descripción
El OpenUP es un proceso mínimo y suficiente, lo que significa que solo el contenido fundamental y necesario es incluido. Por lo tanto no provee lineamientos para todos los elementos que se manejan en un proyecto pero tiene los componentes básicos que pueden servir de base a procesos específicos.

## Principios del OpenUP
- Colaborar para sincronizar intereses y compartir conocimiento. Este principio promueve prácticas que impulsan un ambiente de equipo saludable, facilitan la colaboración y desarrollan un conocimiento compartido del proyecto.
- Equilibrar las prioridades para maximizar el beneficio obtenido por los interesados en el proyecto. Este principio promueve prácticas que permiten a los participantes de los proyectos desarrollar una solución que maximice los beneficios obtenidos por los participantes y que cumple con los requisitos y restricciones del proyecto.
- Centrarse en la arquitectura de forma temprana para minimizar el riesgo y organizar el desarrollo.
- Desarrollo evolutivo para llevar a cabo retroalimentación y una mejora continua. Este principio promueve prácticas que permiten a los equipos de desarrollo obtener retroalimentación temprana y continua de los participantes del proyecto, permitiendo demostrarles incrementos progresivos en la funcionalidad.

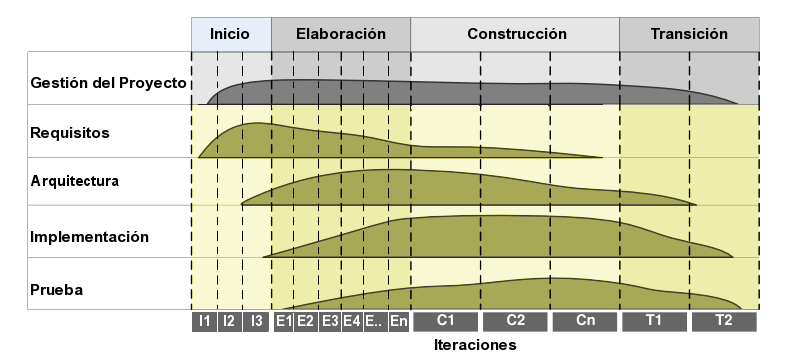
Ciclo de vida de un proyecto según OpenUP.

## Organización de los componentes del OpenUP
El OpenUP está organizado en dos dimensiones diferentes pero interrelacionadas: el método y el proceso. El contenido del método es donde los elementos del método (roles, tareas, artefactos y lineamientos) son definidos, sin tener en cuenta como son utilizados en el ciclo de vida del proyecto. El proceso es donde los elementos del método son aplicados de forma ordenada en el tiempo. Muchos ciclos de vida para diferentes proyectos pueden ser creados a partir del mismo conjunto de elementos del método.

## Áreas de interés
Los elementos del OpenUP dirigen la organización del trabajo en los niveles personal, de equipo y de interesados. 
A nivel personal, los integrantes de un proyecto contribuyen con su trabajo con pequeños incrementos en funcionalidad, denominados microincrementos, los cuales representan los resultados obtenidos en pocas horas o pocos días de trabajo. La solución evoluciona basada en dichos microincrementos de tal forma que el progreso puede ser visualizado efectivamente cada día. Los integrantes del equipo de desarrollo de forma abierta comparten su progreso diario el cual incrementa la visibilidad en el trabajo, la confianza y el trabajo en equipo.
El proyecto en general se divide en iteraciones, las cuales son planificadas en un intervalo definido de tiempo que no superan las pocas semanas. El OpenUP tiene elementos que ayudan a los equipos de trabajo a enfocar los esfuerzos a través del ciclo de vida de cada iteración de tal forma que se puedan distribuir funcionalidades incrementales de una manera predecible, una versión totalmente probada y funcional al final de cada iteración. 
El OpenUP estructura el ciclo de vida de un proyecto en cuatro fases: concepción, elaboración, construcción y transición. El ciclo de vida del proyecto provee a los interesados un mecanismo de supervisión y dirección para controlar los fundamentos del proyecto, su ámbito, la exposición a los riesgos, el aumento de valor y otros aspectos.